# Tubone

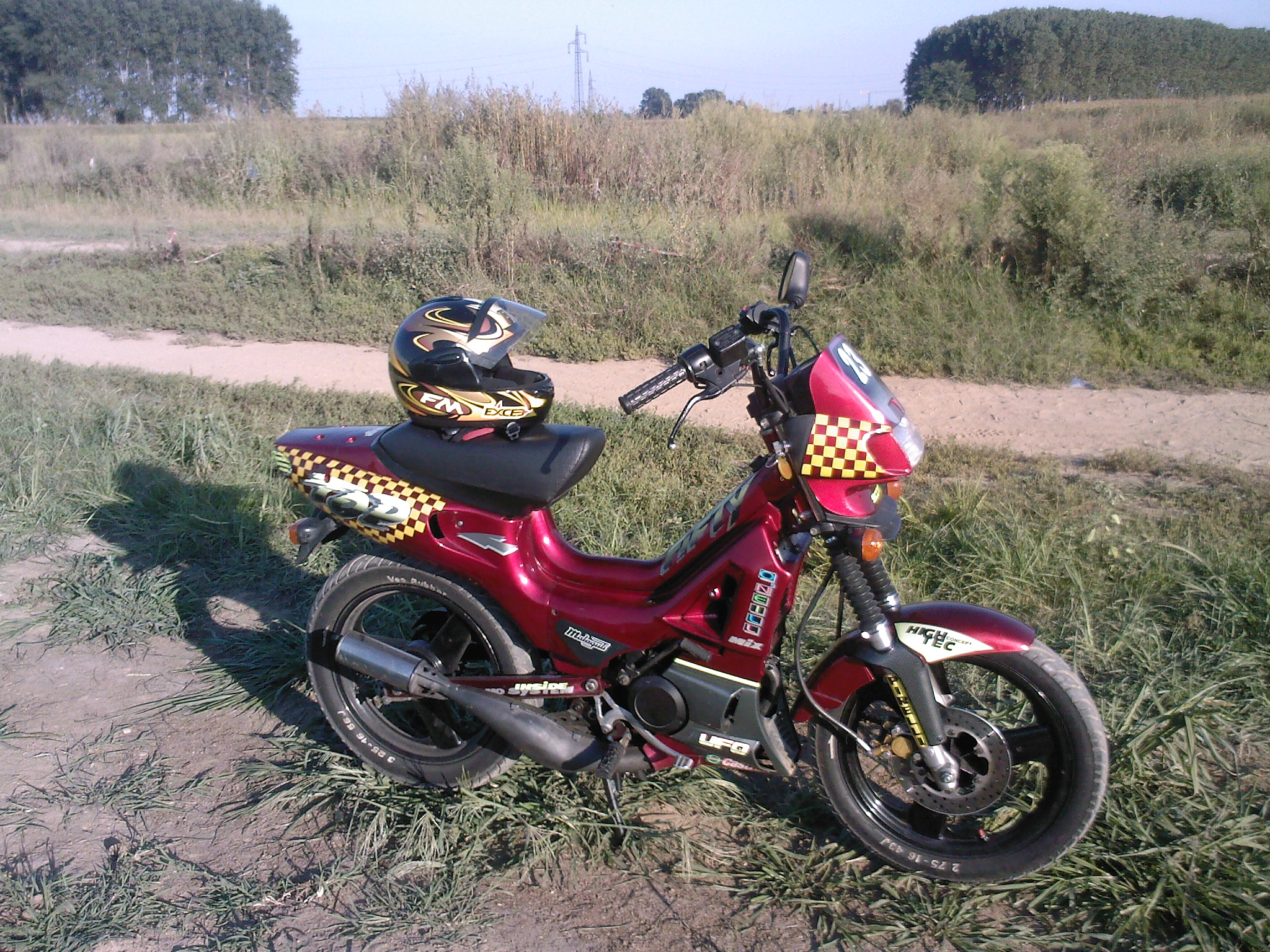
Il Malaguti Fifty Top, un "tubone" in allestimento iper sportivo

Il "tubone" è un tipo di ciclomotore con telaio tubolare monotrave e serbatoio inserito nel telaio stesso, molto in voga negli anni ottanta.

## Nascita
L'idea del "tubone", sostanzialmente, nasce dalla necessità di ridurre i costi di produzione, sfruttando la cavità interna del tubo posto a monoculla aperta del telaio, quale serbatoio di carburante. Per fare in modo che la zona cava potesse ospitare un sufficiente quantitativo di benzina, però, era necessario aumentare considerevolmente il diametro del tubo. Da cui il termine "tubone".

## Storia
I ciclomotori con queste caratteristiche, nel primo decennio di vendita, erano commercialmente definiti di tipo "college", mentre la denominazione "tubone", originariamente utilizzata solo dalle maestranze che li costruivano, si diffuse anche commercialmente nei primi anni ottanta, sostituendo rapidamente la primitiva definizione.
Determinare la primogenitura del "tubone" è pressoché impossibile, data l'esistenza di "tuboni antelitteram" già nella prima metà degli anni sessanta, ma fu all'inizio degli anni settanta che alcune case motociclistiche iniziarono a costruire dei veri e propri "tuboni", dotati di propulsore 2T con cambio a 4 marce. 
Probabilmente, le prime aziende a proporre un "tubone" furono la vignolese Tecnomoto, con il modello Personal e la bolognese Oscar con il modello "Mister College" che venne messo in vendita, nel 1968, quale variante a 4 marce del precedente "College" monomarcia. La decisione di produrre un ciclomotore con telaio monotubo venne presa congiuntamente dalle due aziende conterranee ed i modelli, molto simili, furono presentati contemporaneamente.

## Commercio
Commercialmente, il "tubone" veniva proposto come un prodotto orientato al concetto della "moda unisex", in quegli anni imperante, e per accontentare le quattordicenni che manifestavano insofferenza per il divario prestazionale tra i ciclomotori destinati all'utenza femminile e quelli studiati per i coetanei maschi. Per ovviare a questa discriminazione, secondo i rigidi concetti morali dell'epoca, non era possibile acquistare un ciclomotore di tipo "sportivo" o "cross", visto che non si sarebbero potuti guidare, indossando la gonna, con la richiesta decenza.
In realtà, il "tubone" venne soprattutto apprezzato dall'utenza delle grandi città a causa della maggiore leggerezza e versatilità del ciclomotore. Alcuni "tuboni" avevano una maniglia saldata sul monotrave centrale che consentiva un agevole ed equilibrato sollevamento del mezzo. La possibilità di muoverlo facilmente negli angusti spazi condominiali ne fecero il mezzo ideale per gli studenti cittadini. Nei piccoli comuni di provincia, poco serviti da impianti per la distribuzione del carburante, la scarsa autonomia dovuta all'assenza del serbatoio, ne limitò fortemente la diffusione.

## Varianti

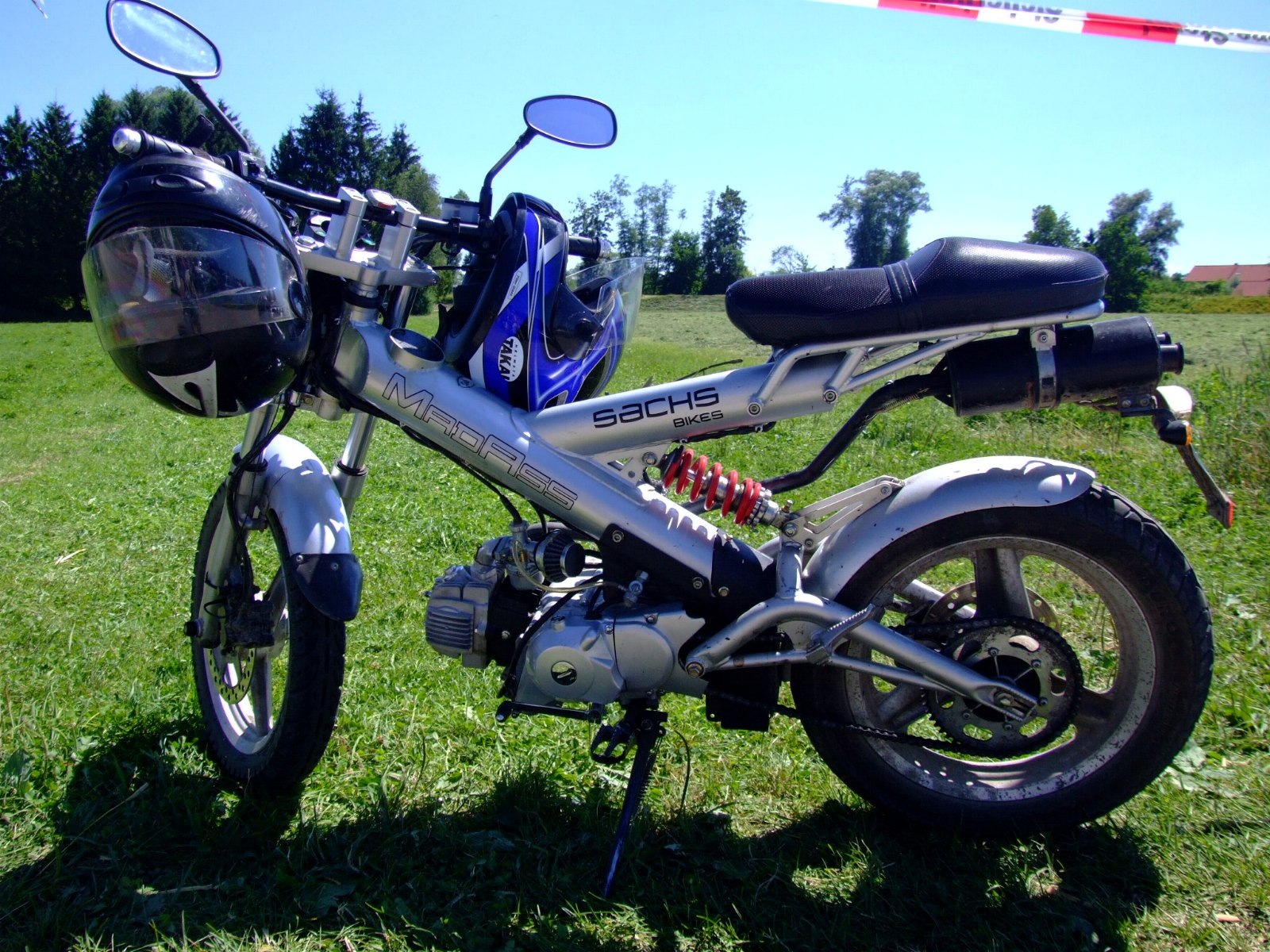
Il Sachs MadAss

Questa tipologia di ciclomotore venne subito proposta, con minime varianti, da aziende, come Aprilia, Malaguti, Romeo, Peripoli e molte altre, conquistando una apprezzabile quota di mercato che, fino al termine del decennio, fu sostenuta paritariamente dalla giovane utenza femminile e maschile.
La prima casa ad intuire le possibilità di sviluppo del "tubone" fu la Testi che, al Salone del ciclo e motociclo di Milano del novembre 1971, presentò il modello "Cricket", un'evoluzione in vago stile "chopper", equipaggiata da motore Minarelli a 4 marce con raffreddamento forzato, forcella telescopica, forcellone con ammortizzatori, sella biposto con schienale, tachimetro e varie parti cromate, al prezzo di 152.000 lire franco fabbrica.
Fu, però, negli anni ottanta che i "tuboni" vissero il periodo di massimo successo, con modelli che divennero sempre più accessoriati e sportivi, contendendo il mercato dei ciclomotori agli scooter fino agli anni novanta, quando la tipologia dei "tuboni" scomparve quasi totalmente dal mercato.
Nel XXI secolo è da registrare il prototipo Malaguti Fifty, non entrato in produzione, e il MadAss, della tedesca Sachs, che risulta una pregevole interpretazione moderna del "tubone", caratterizzata da interessanti soluzioni tecniche e dal ritorno alla primigenia semplicità formale ed assenza di sovrastrutture.

## Elenco dei "tuboni" più diffusi
- AIM TIS4
- Ancillotti Più
- Aprilia Filo
- Aprilia Selvaggio
- Aprilia Under 21
- Aspes Carrera
- Atala Califfone
- Benelli Magnum
- Beta Bad
- Beta Four
- Beta M4-M5-M6
- Beta Trasporto
- Bimotor Free Time
- BMB Amico
- Casal Boss
- Cieffe Ringo
- Cimatti 86
- Cimatti Gringo
- Cimatti Milord
- Demm Panther
- Demm Rotary
- Fantic Motor Fast
- Garelli Ciclone
- Garelli Gary
- Garelli Urka
- Gerosa Cross Monotravel
- Ghiaroni Brooklyn
- GKD Sirlad
- Gilera CB1
- Gitan Carnaby
- Italjet Stratos
- Italjet Teen-Ager
- Italtelai Laser
- Italvelo British Special
- LEM Chembol Raid
- LEM Contact
- LEM Formula
- LEM Stratos
- LOW Tex
- Malaguti Drop
- Malaguti Fifty
- Malaguti Totem
- Malanca Lord
- Malanca MTT
- MBA Dada
- MBM Amico
- Milani Carrera
- Moto BIMM Free Time
- Moto BM Boy Girl
- Moto BM Wally
- Moto Biro's Grinta
- Moto Gabbiano Ghibli
- Moto Gabbiano Line
- Moto Meteora Meeting
- Motron GL 4 Flash
- Motron GTO
- Motron SV3R
- Mustang Mamba
- MZV Cambridge
- MZV Cobra
- MZV Montreal
- Negrini Harvard
- Negrini HDS
- Negrini Speedway
- Oscar Mister College
- Peripoli Oxford
- Rieju Helios
- Rizzato Califfone
- Romeo Tentation
- Sachs MadAss
- Sacom Canthy
- Sacom Cris
- Sacom T4 Rainbow
- Tecnomoto GTS
- Tecnomoto Personal
- Testi Cricket
- Testi CX
- Testi Jeans
- Unimoto Carrera
- Vicini Daytona

## Altri significati
- In campo motociclistico è conosciuto come "tubone" anche un modello di motocicletta da regolarità, prodotto nel 1975 dalla Mazzilli, così soprannominato per il tubo di scarico di grandi dimensioni.